# Bathycalanus richardi
Bathycalanus richardi är en kräftdjursart som beskrevs av Georg Ossian Sars 1905. Bathycalanus richardi ingår i släktet Bathycalanus och familjen Megacalanidae. Inga underarter finns listade i Catalogue of Life.